# Gimnasia acrobática
La gimnasia acrobática también conocida como acrosport se trata de una modalidad deportiva incluida en la Federación Internacional de Deportes Acrobáticos (fundada en 1973) y forma parte de la Federación Internacional de Gimnasia desde 1999. Es una disciplina deportiva de la gimnasia en la que existen distintas modalidades

## La gimnasia acrobática en competencias
El ejercicio debe contener elementos acrobáticos y gimnásticos de flexibilidad, equilibrio, saltos y giros, así como movimientos en cooperación entre los componentes del grupo realizando figuras y pirámides corporales. En todo momento debe existir armonía y coordinación en las acciones realizadas por el grupo. Se valora la dificultad, la técnica y la dimensión artística.

## Ejercicio
La duración del ejercicio varía según la categoría, aunque podemos tomar como referencia dos minutos y medio (2’30”) con un margen de más o menos 3 segundos.
El ejercicio se practica en un tapiz de 11×13 metros (similar al de gimnasia rítmica o gimnasia artística .

## Categorías
- Parejas: mixtas, femeninas y masculinas.
- Tríos femeninos.
- Cuartetos masculinos.
- Grupos mixtos (de 3 a 9  componentes).

## Posiciones en una composición de gimnasia acrobática

### Portor
Son las bases de las pirámides y deben soportar al ágil, para ello deberán mantener la mayor estabilidad posible. Según la figura a ejecutar puede realizar las siguientes acciones:
- Posiciones de base: actuando como superficie de apoyo estática a la cual se subirá el ágil.

- Arrancadas: acción en la cual el portor alza al ágil en un movimiento explosivo.

- Propulsiones: acción en la que el portor lanza al ágil a una fase aérea.

- Capturas: acción de capturar al ágil que se encuentra en fase de vuelo sin que llegue a tocar el suelo.

### Ágil
Realiza el trabajo de agilidad trepando sobre el portor para adoptar una postura estable y estética. Según la figura a ejecutar puede realizar las siguientes acciones:
- Posiciones de equilibrio: adopción de una postura estática sobre el portor.
- Subidas: movimiento progresivo en el que el ágil varía de una posición más baja a otra más alta sobre el portor.
- Saltos: acciones en las que se produce una pérdida de contacto con la superficie de apoyo tras la propulsión del portor.
- Recepciones: movimiento en el que el ágil toma contacto de manera equilibrada con el portor o con el suelo después de un vuelo.

En aquellas figuras o pirámides de alta complejidad o riesgo aparecen dos nuevos roles:

### Ayudante
Actúa rápidamente cuando algún portor o ágil tenga dificultades para mantener la pirámide/figura. También puede servir de apoyo al portor para ayudarle a mantener su postura. Así mismo, puede servir de apoyo al ágil mientras trepa sobre el portor, para ayudarle a adoptar su postura o mantenerla. Recoge al ágil en caso de caída.

### Observador
Observa el trabajo de sus compañeros y proporciona consejos para mejorar la figura o pirámide (básicamente un reserva)

## Fases en la realización del ejercicio

### Montaje
- Orden: de dentro afuera y de abajo arriba.
- Los portores forman una base estable y se anticipan a las acciones de los ágiles.
- Los ágiles trepan lo más pegado posible al cuerpo del portor, de forma progresiva y controlada, impulsándose hacia abajo y nunca de forma lateral, para no desestabilizar al portor.

### Mantenimiento
- Se debe mantener estable la pirámide o la figura al menos 3 segundos.
- Correcta distribución del peso corporal en los diferentes apoyos.
- Control postural adecuado.

### Desmontaje
- Orden: de afuera a adentro y de arriba abajo (los últimos en formar la figura son los primeros en abandonarla, y viceversa).
- Se descarga progresivamente el peso y nunca se salta con los dos pies a la vez.

## Principios básicos para evitar lesiones o accidentes
- Es fundamental que la comunicación entre el portor y el ágil sea continua.
- En el momento en el que el portor note cualquier molestia debe decírselo al ágil para corregir esa postura o directamente, deshacer la figura.
- Todos los movimientos de subida y bajada del ágil han de realizarse de forma suave y a velocidades muy controladas.
- Los apoyos del ágil deben ser siempre “seguros”, de modo que no perjudiquen ni causen daño al portor. Para ello los apoyos deben realizarse siempre sobre la prolongación del eje longitudinal de los segmentos, de forma que el peso caiga sobre el hueso y no en la mitad del mismo. Además, la espalda ha de estar siempre recta, evitando la formación de curvas.

## Acrobacias
- Rol: rodar hacia delante o hacia atrás apoyando manos y cabeza para su elección y ejecución.
- Vertical: ponerte en vertical apoyándote sobre las manos.
- Medialuna: es una voltereta lateral apoyándote sobre las manos.
- Paloma: es un vertical puente con un pequeño salto con los hombros antes de levantarse.
- Remontada: igual que la paloma pero hacia atrás.
- Aéreal: es una rueda sin apoyar las manos.
- Flic Flac: es como un remonte para atrás pero con impulso y con parte de vuelo al final, es decir, al final hay en un momento en el que no se apoyan ni manos ni pies.
- Mortal: voltereta para atrás en el aire.
- Voltereta hacia delante: como el mortal pero para delante.
- Rondada: igual que la rueda solo que se cae con los 2 pies a la vez y al final (antes de volver a la posición final) al igual que el flic flac tiene una parte de vuelo.

## Gimnasia acrobática en España

Primera competición de Luz Lupiáñez e Ismael Medina: Medalla de oro en la X Maia International Acro Cup (2016) con una puntuación de 27.300 en categoría cadete.

En el Campeonato de Europa por edades, celebrado en Pesaro (Italia) en 2021, Andrea López y Leyre López consiguieron la primera medalla (de plata) en la historia de la gimnasia acrobática en España.
En el Campeonato de Europa absoluto, también celebrado en Pesaro (Italia) la pareja mixta formada por Luz Lupiáñez e Ismael Medina consiguieron la primera medalla (también de plata) de la historia de este deporte en España, en categoría absoluta.